# Tsat Tsz Mui
Tsat Tsz Mui (kinesiska: 七姊妹) är en udde i Hongkong (Kina). Den ligger i den centrala delen av Hongkong.
Terrängen inåt land är lite kuperad. Havet är nära Tsat Tsz Mui västerut.  Centrala Hongkong ligger 4,2 km väster om Tsat Tsz Mui. I omgivningarna runt Tsat Tsz Mui växer i huvudsak städsegrön lövskog.